# Lexus GS
Lexus GS — седан бізнес-класу. Перший GS був побудований на платформі Toyota Aristo, і випускався з 1991 року в Японії, і через кілька років в США, Європі та деяких країнах Азії.
Прем'єра другого покоління відбулася наприкінці 1997 року. Була використана нова платформа, була також випущена версія з двигуном V8 для зовнішнього ринку.
Третє покоління Lexus GS дебютувало в 2005 року. У модельному ряду GS є п'ять двигунів: V6 3.0 (GS300), V6 3.5 (GS350), V8 4.3 (GS430), V6 3.5 Hybrid (GS450H), V8 4.6 (GS460).
GS класифікується в модельному ряду компанії як спорт седан і має класову позицію між моделями ES і LS. Конкуренти GS'a — Mercedes-Benz E-Клас, BMW 5 Серії, Audi A6.
В Японії на внутрішньому ринку ця модель випускалася під назвою Toyota Aristo.

## Перше покоління (JZS147) (1991—1997)

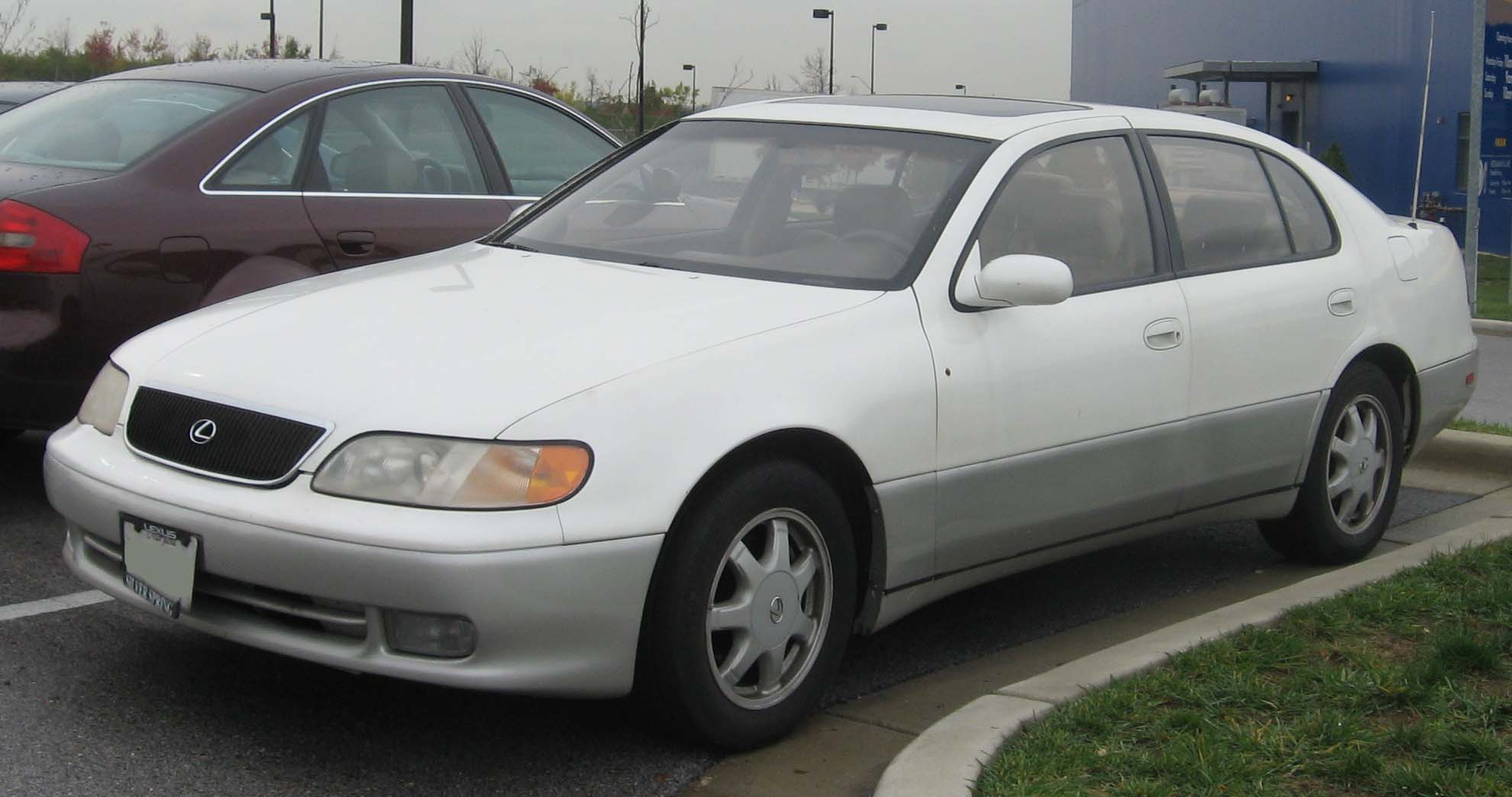
Lexus GS 1

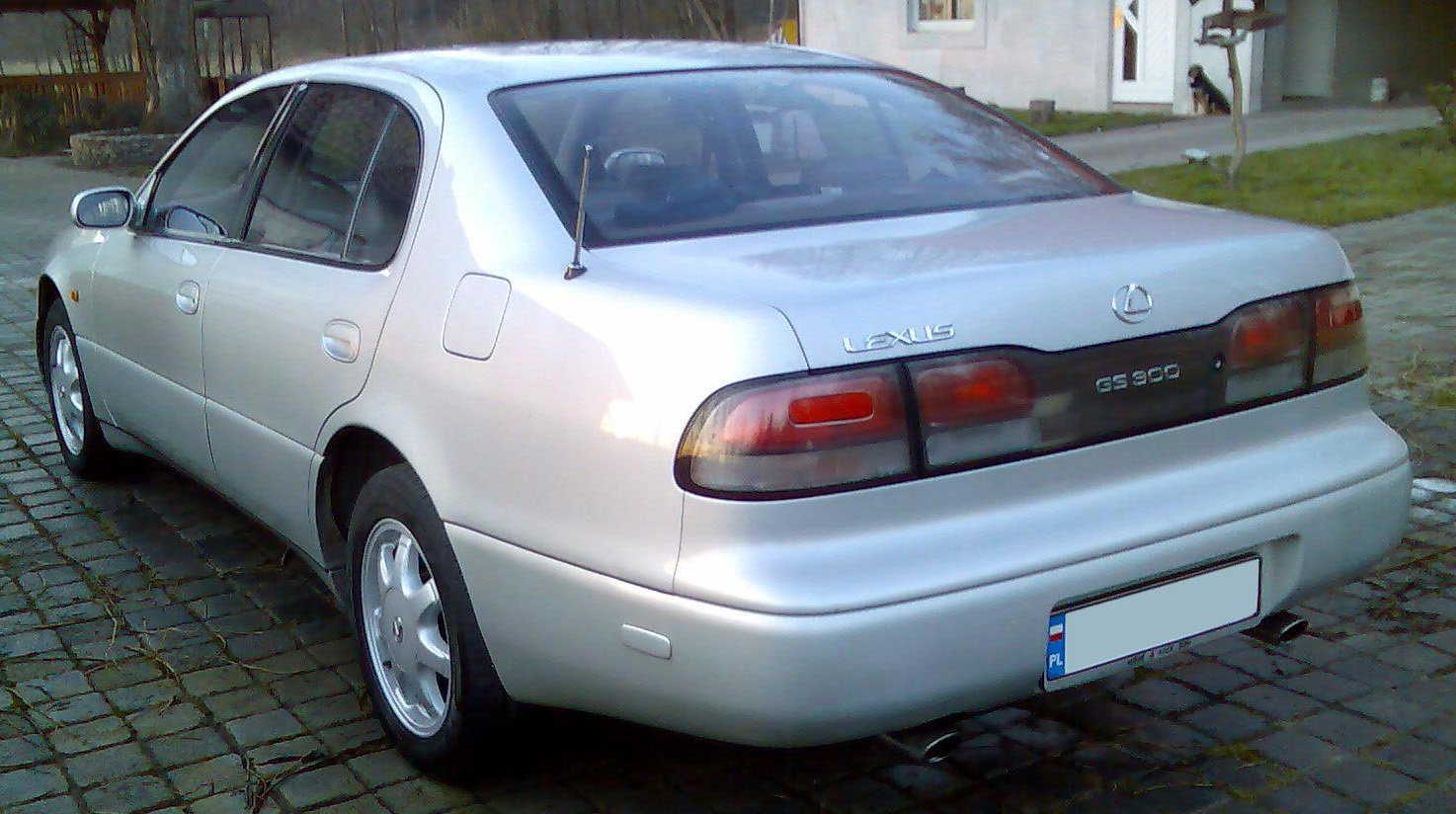
Lexus GS 1

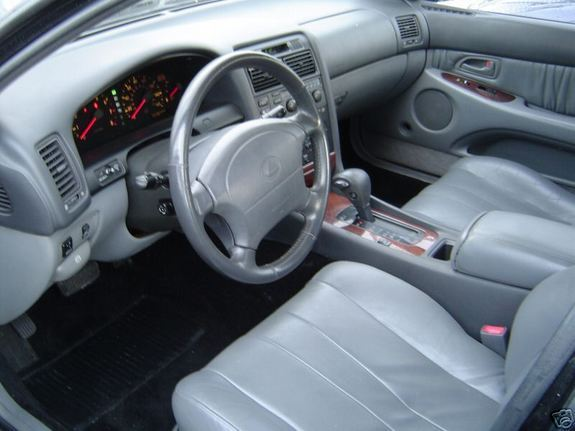
Lexus GS 1

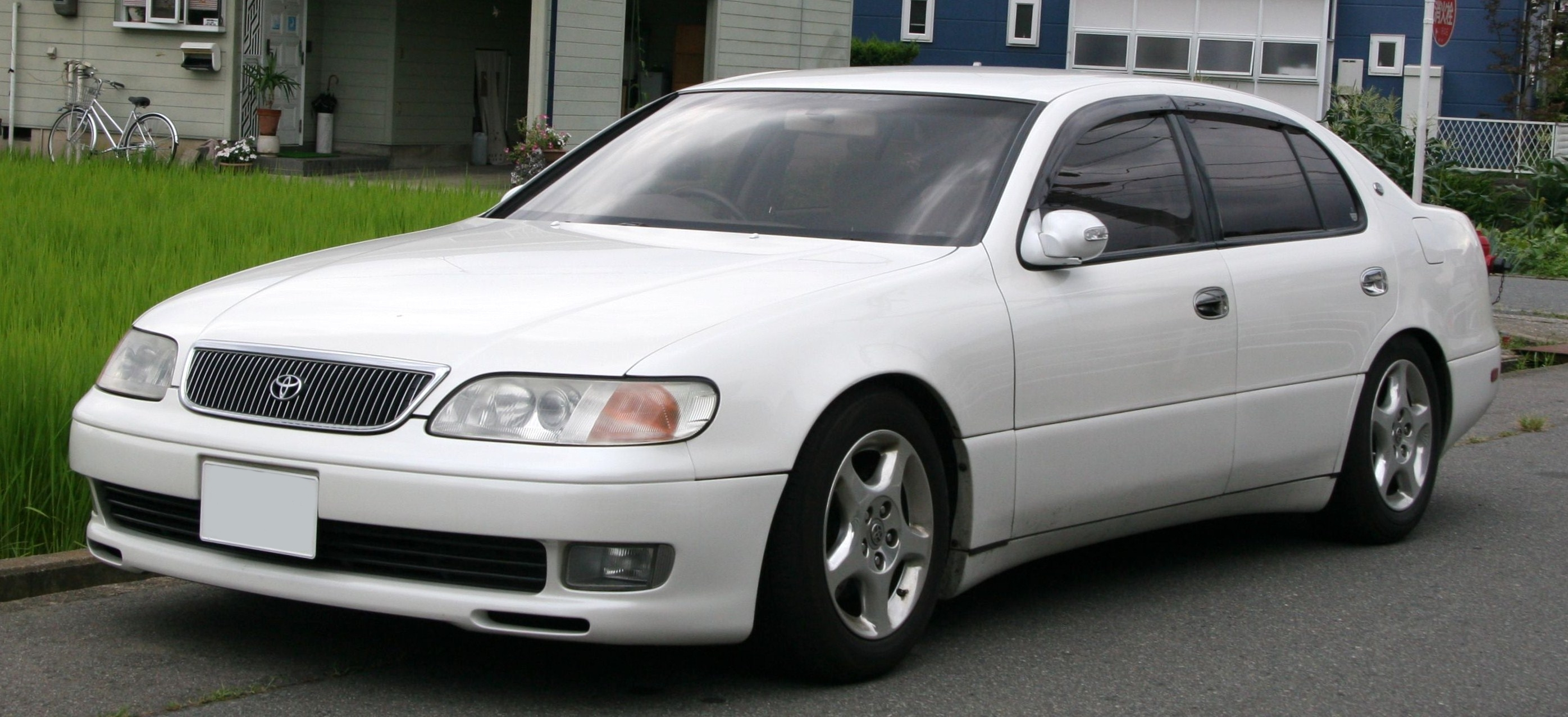
Toyota Aristo 1 (для ринку Японії)

Кузов спроєктований знаменитим дизайнером компанії Italdesign — Джорджетто Джуджаро. Виробництво Aristo почалося в 1991 році. Є 2 версії рядного 6-ти циліндрового двигуна для японського ринку: 2JZ-GE (3.0Q) потужністю 226 к.с. і двотурбінний 2JZ-GTE (3.0V) потужністю 280 к.с. Такий самий двигун ставився на Toyota Supra Mk IV У 1992 році. Третя версія Aristo має чотирьох-літровий двигун, (індекс 4.0zi Four). З цією версією йде постійний повний привід, двигун має потужність в 260 к.с., 1UZ-FE. Так само цей двигун використовувався в першому поколінні автомобіля Lexus LS та Toyota Crown Majesta. Моделі Aristo / Lexus GS першого покоління мають незалежну багатоважільну підвіску.
Виробництво Lexus GS 300 (JZS147) почалося 22 лютого 1993 в Тахара, Японія. Дизайнер розробив стильний інтер'єр, прикрасивши його оригінальними елементами, такими, як вставки «під дерево» на центральній консолі, шкіряні сидіння. Цей же дизайнер проєктував флагман фірми Lexus LS, спорт-купе Lexus SC, з його аеродинамічними формами. Як опція в Lexus GS Пропонувалася установку аудіо системи преміум класу Nakamichi, люк, 12 дисковий CD чейнджер, і traction control (TRC) антипробуксовочну систему. 1996 року 4 ступінчаста автоматична трансмісія була замінена на 5ти ступеневу.
GS є задньопривідним седаном. 1993 року було продано 19,164 примірників за рік. Lexus GS300 призначили під північноамериканський ринок. Базова ціна авто в роки дебюту становила $ 37,930; У 1997 році ціна зросла до $ 46,195.

### Двигуни
- 3.0 л 2JZ-GE I6 226 к.с.
- 3.0 л 2JZ-GTE I6 (turbo) 280 к.с.
- 4.0 л 1UZ-FE V8 280 к.с.

## Друге покоління (JZS160/JZS161) (1997—2005)

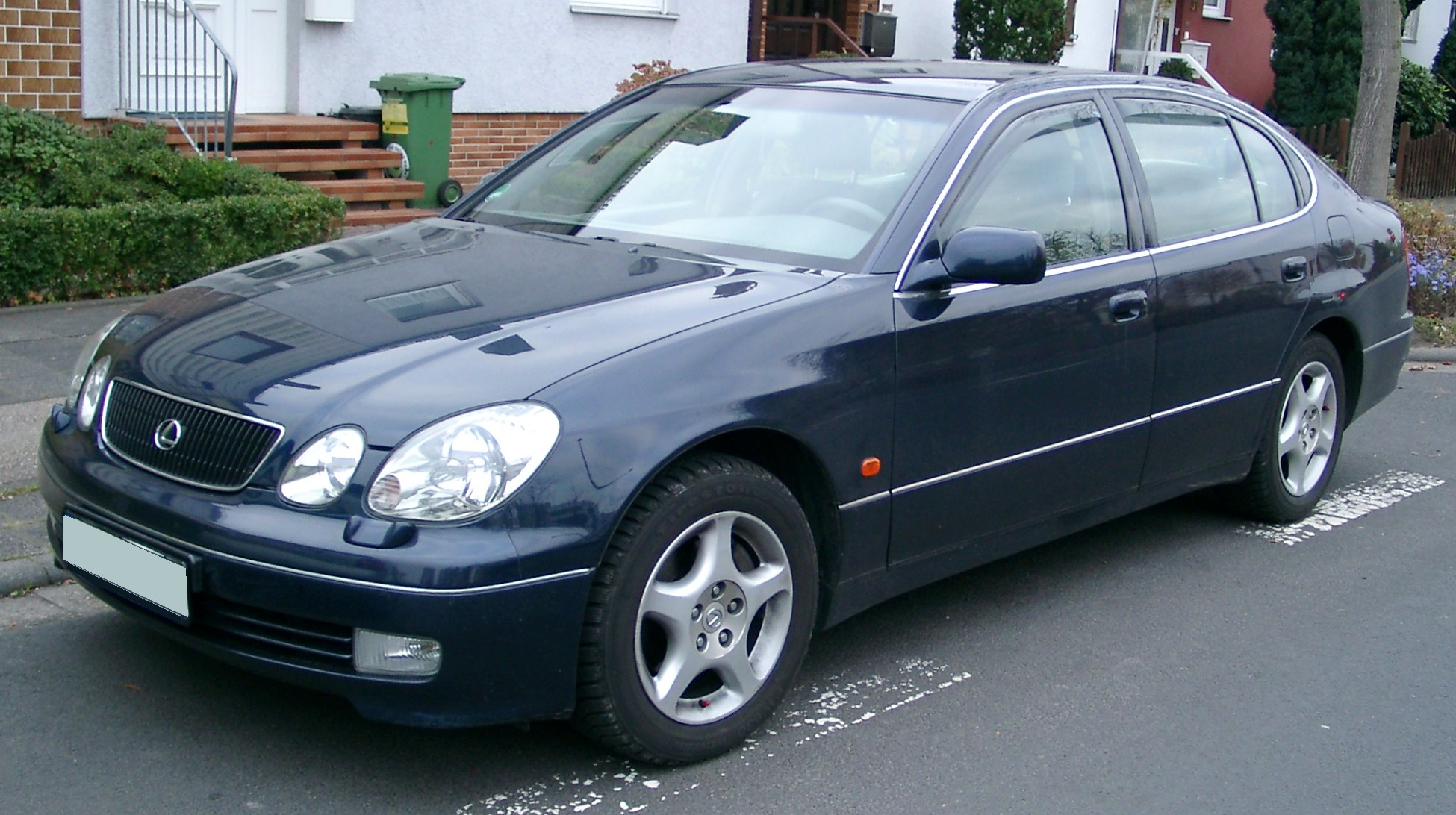
Lexus GS 2

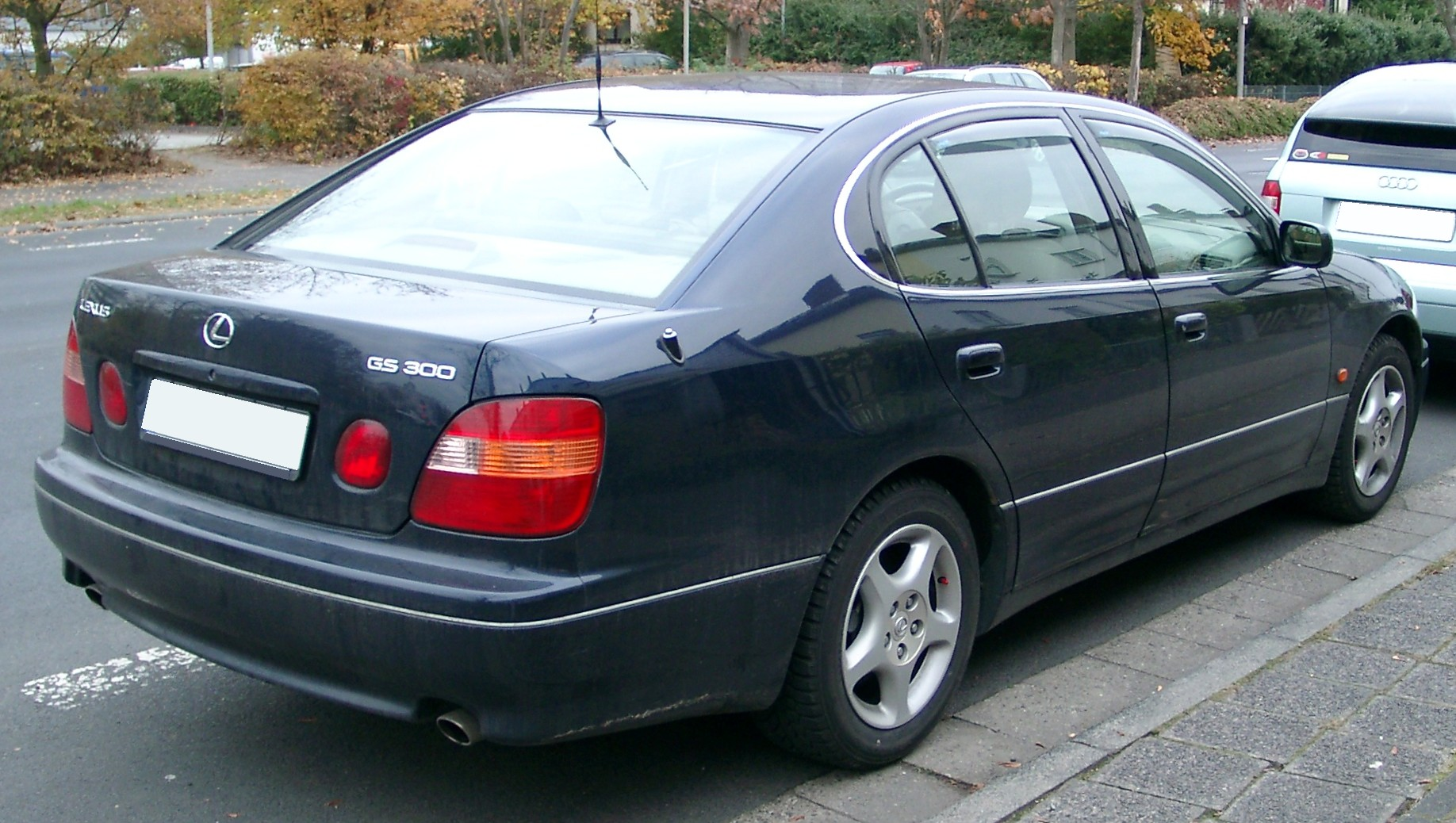
Lexus GS 2

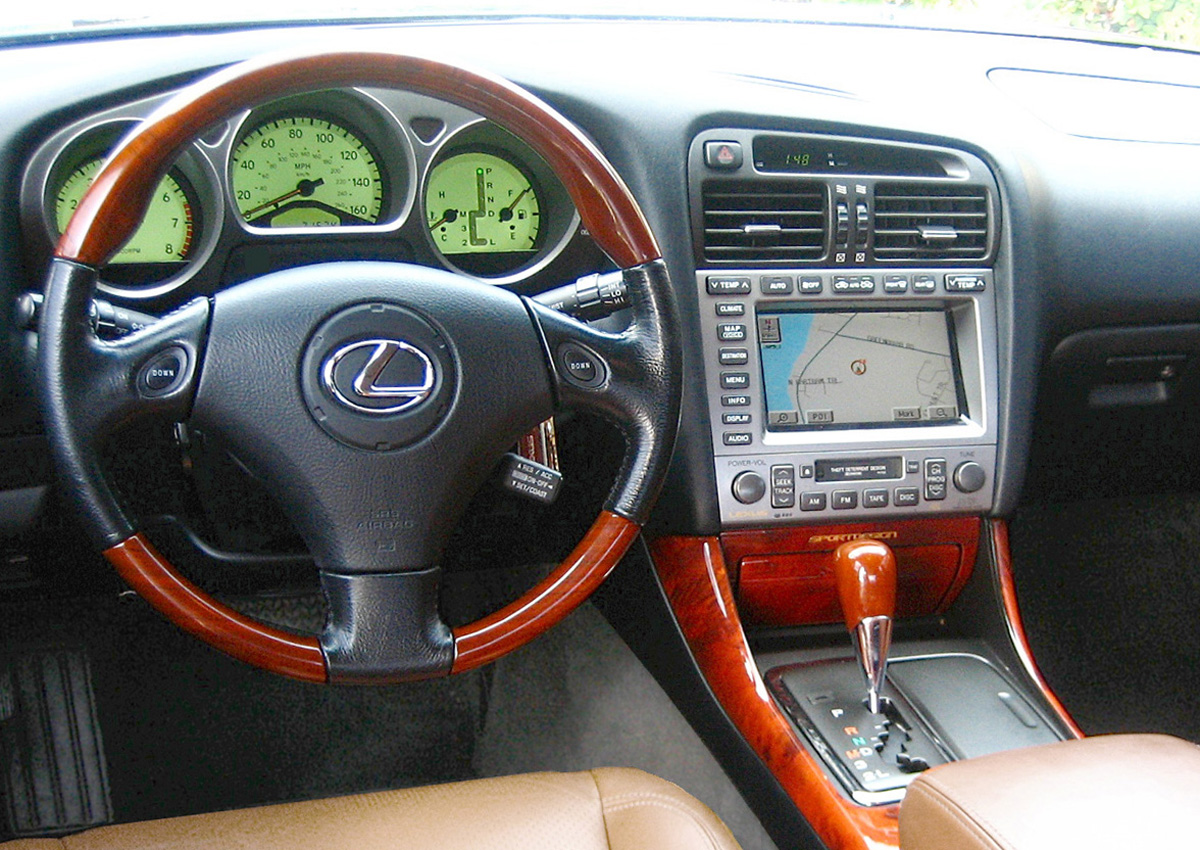
Lexus GS 2

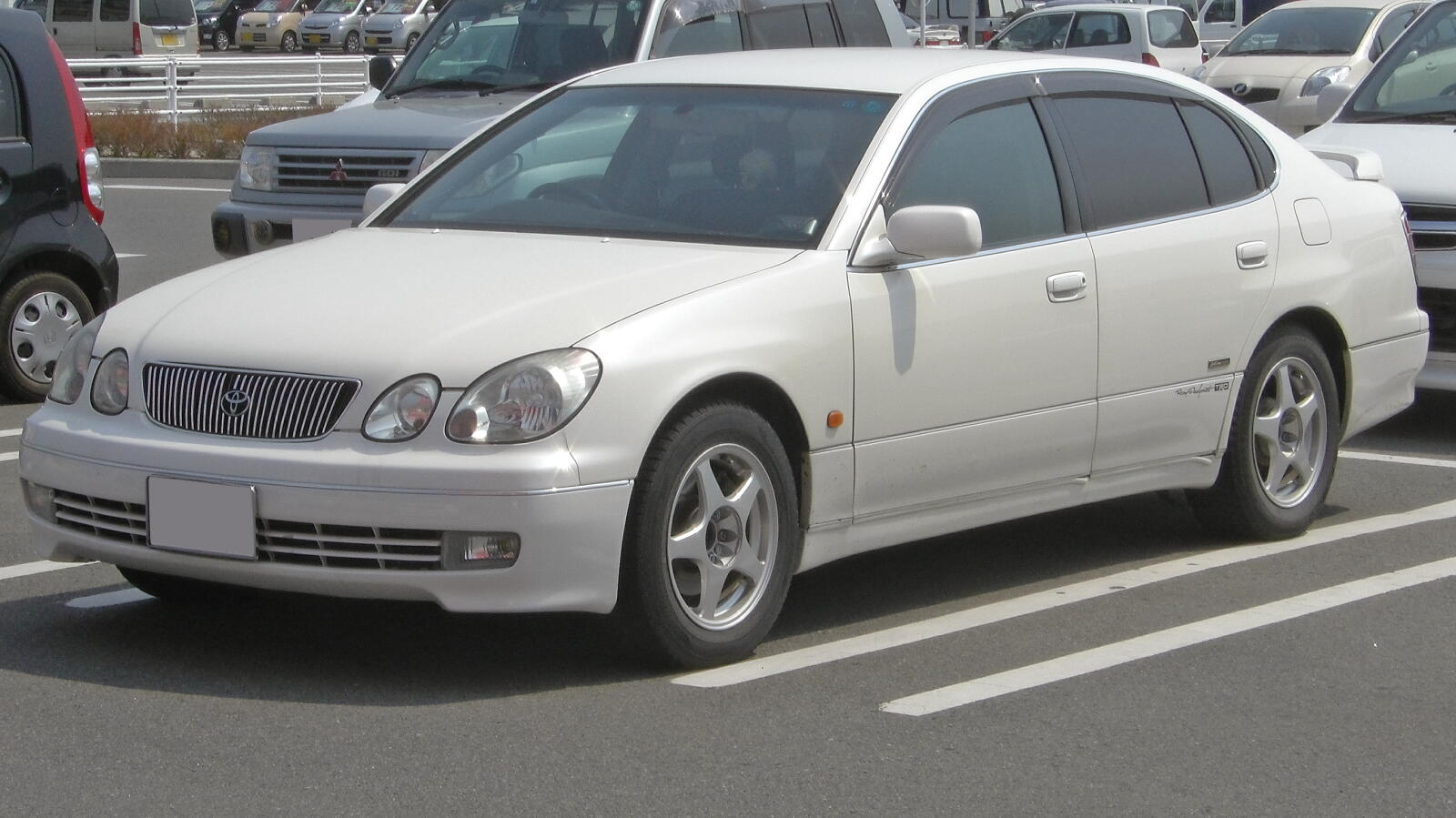
Toyota Aristo 2 (для ринку Японії)

У 1997 році в Японії було запущено виробництво другого покоління моделі Aristo. Моделі з атмосферним двигуном 2JZ-GE мали позначення JZS160, а моделі з двигуном 2JZ-GTE з подвійним турбонаддувом — JZS161. Система зміни фаз газорозподілу VVT-i тепер йшла в стандарті. Для версій з подвійним турбонаддувом були доступні такі опції, як всі поворотні задні колеса електрокеровані, система курсової стійкості VDC і автоматична КПП з ручним секвентальним режимом. Повнопривідних версій виробник не пропонував. Дизайн нової моделі створювався будинку, в Японії, і слідував моді купе Lexus SC — мав чотири роздільні фари. Коефіцієнт лобового опору становив Cx 0.30. Лексусом вперше було запропоновано електролюмінісцентную підсвічування приладів, а також нову аудіосистему.
Відповідаючи зростаючим запитам американського ринку, була запущена нова модифікація GS 400, яка мала на озброєнні 300-сильний 4-літровий V8 двигун UZ-series. З ним автомобіль набирав заповітні 60 миль / год (96 км / год) за 5.4 сек (згідно з даними Edmunds.com). Також пропонувалася спокійніша версія нового покоління GS 300 з рядним 6-циліндровим 3-літровим двигуном потужністю 228 к.с. Від 0 до 60 миль / год автомобіль розганявся за 7.6 с. Обидві моделі комплектувалися 5-ступінчастими АКПП, а модель GS 400 до того ж мала кнопки перемикання передач на кермовому колесі. І знову не було запропоновано «заряджених» турбо моделей для зовнішніх ринків. Завдяки своєму видатному розгону 0-100 Lexus назвав свою модель GS найшвидшим серійним седаном у світі.
У порівнянні зі своїм попередником, друге покоління седана GS домоглося більшого успіху, продавшись за перший рік в кількості 30622 автомобіля. Успіх моделі переконав керівництво тримати її в модельному ряду протягом 8 років.
У 2001 році модель перетерпіла єдиний рестайлінг в другому поколінні. Зміні піддалися передня і задня оптика, а також передня решітка радіатора. Ксенонове світло фар став стандартом для двигуна V8 і опцією для 6-циліндрового двигуна. Всередині з'явилося ще більше дерева, а кнопки перемикання передач на кермі тепер і в моделі GS 300. 2001 року двигун V8 додав додаткові 0.3 літра робочого об'єму і модель стала називатися GS 430. Максимальна потужність не зросла, зате збільшився обертальний момент.
У 2001 році Lexus також випустив обмежену серію автомобіля GS 300 «SportDesign», обладнаного спортивною підвіскою як у моделі GS 430, спортивними покришками 225/55VR-16 Michelin Pilot HX і полірованими колісними дисками. У салоні додалася перфорована шкіряна обшивка і обробка шліфованим алюмінієм темним деревом горіха. До літа 2001 року було випущено всього 3300 одиниць GS 300 SportDesign (проти 25000 автомобілів загальною серії). Виробництво лімітованої серії тривало до 2005 року.
Седан GS був удостоєний титулу авторитетного автомобільного видання Motor Trend's — Найкращий імпортний автомобіль 1998 року (Import Car of the Year for 1998). Це також відзначив журнал Car and Driver у своєму рейтингу десятки найкращих автомобілів з 1998 по 2000 рік (Ten Best list 1998—2000).

### Двигуни
- 3.0 л 2JZ-GE I6 220 к.с.
- 3.0 л 2JZ-GTE I6 (turbo) 280 к.с.
- 4.0 л 1UZ-FE V8 300 к.с.
- 4.3 л 3UZ-FE V8 300 к.с.

## Третє покоління (GSR190) (2005—2011)

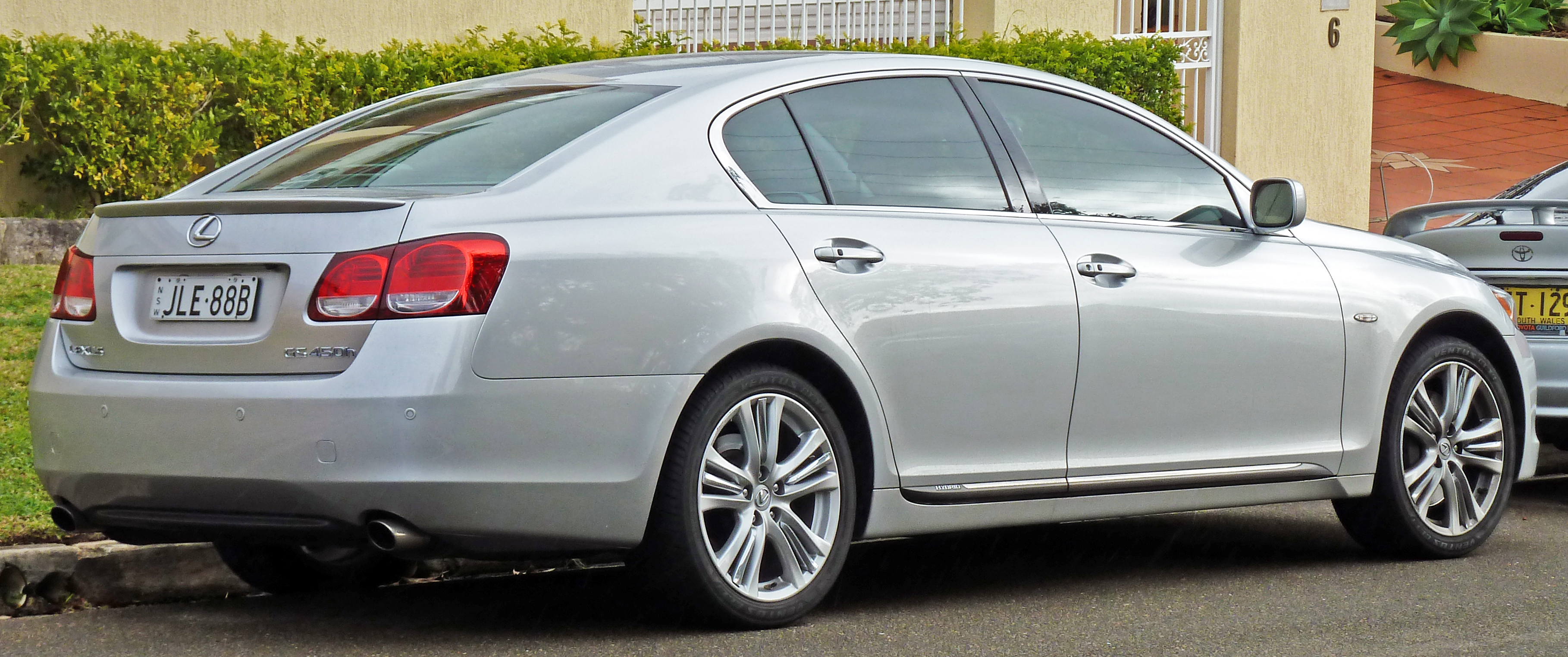
Lexus GS 3 (2005—2008)

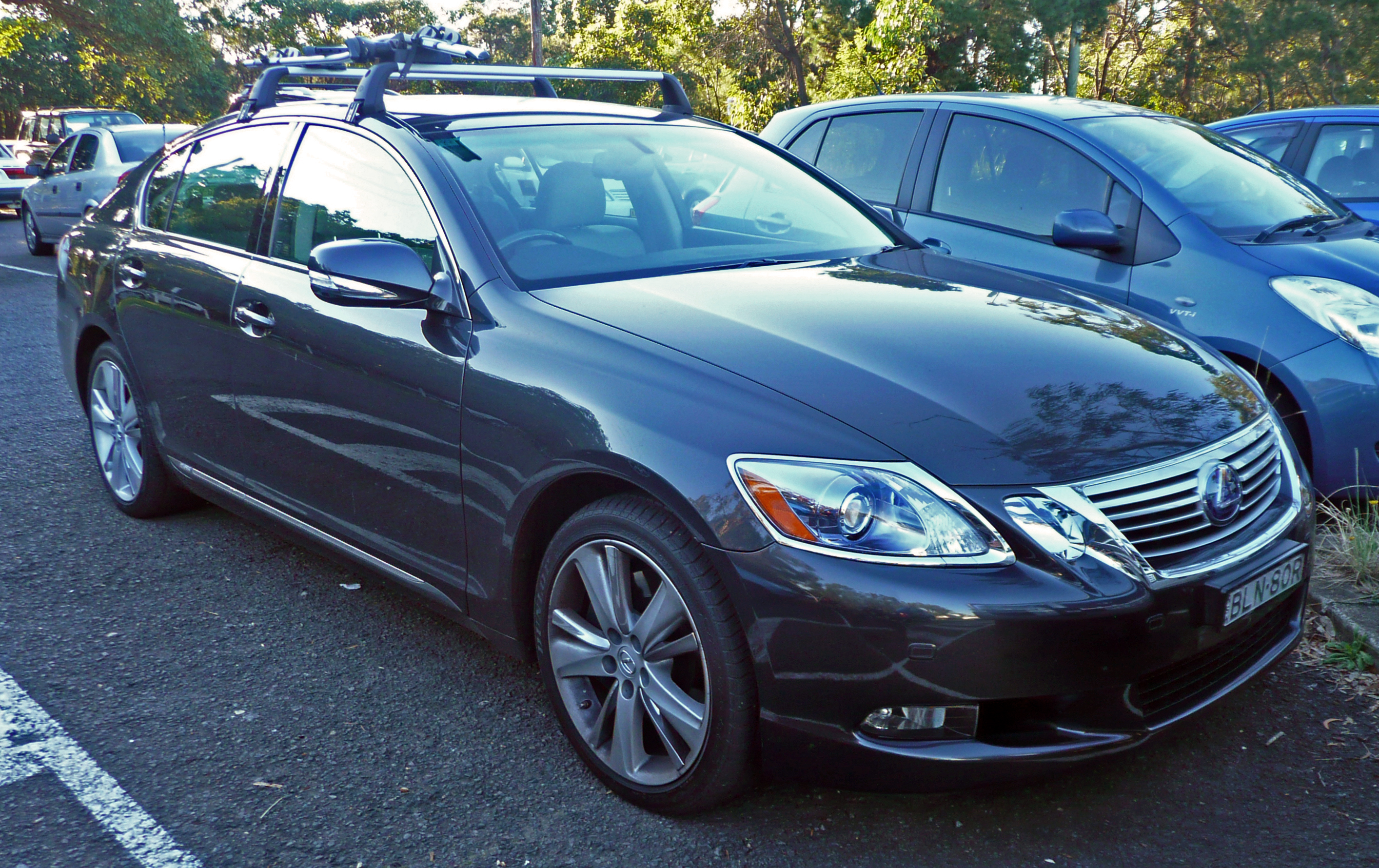
Lexus GS 3 (2009—2011)

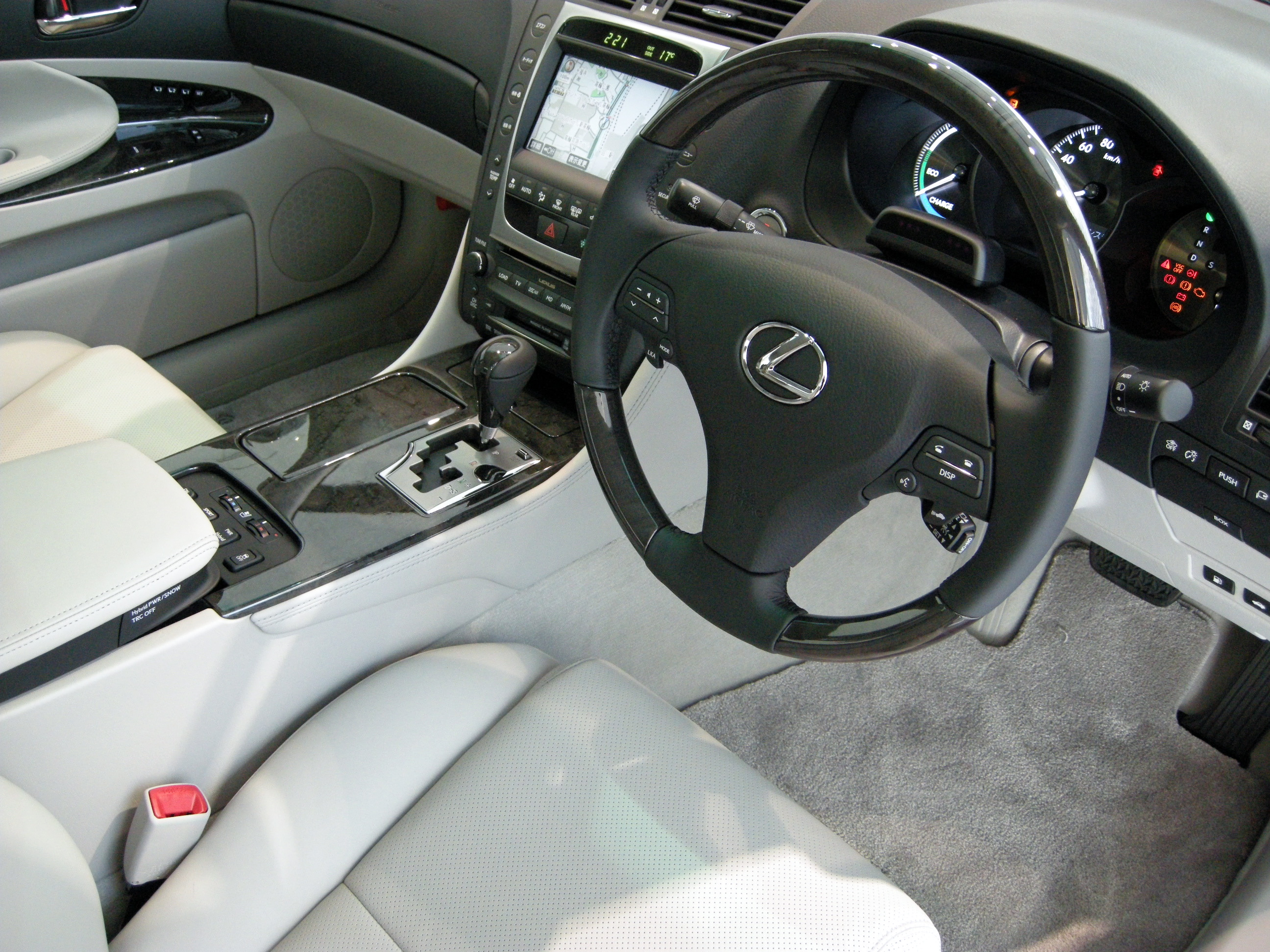
Lexus GS 3

Третє покоління седана GS було вперше представлено як модель 2006 року на Північноамериканському Міжнародному Автосалоні (NAIAS) у Детройті в 2005 році. Початковий модельний ряд включав GS 300 (GSR190) з двигуном V6 3.0 л (3GR-FSE) і GS 430 (UZS190) з двигуном V8 4.3 л (3UZ-FE), який використовувався на попередній моделі. GS 300 отримав двигун з прямим впорскуванням для всіх ринків та Сінгапуру, виключаючи континентальну Азію. Двигун був запозичений у моделі для японського ринку Toyota Mark X. Проте вказаний двигун був для Mark X швидше топової опцією і частіше застосовувався на Toyota Crown в 180-х кузовах. Стала доступною модифікація з повним приводом, що отримала позначення AWD, і це була перша модель Lexus з повнопривідною трансмісією. При цьому Lexus не запропонував варіант з постійним повним приводом, а зупинився на підключається при пробуксовці передньої осі, що природно вимагає певних навичок при водінні. Виробництво третього покоління почалося 24 січня 2005 року. Аналог моделі для внутрішнього ринку Toyota Aristo не був представлений, бо було ухвалено рішення про використання єдиної розкішної марки Lexus для всього світу, включаючи внутрішній ринок Японії.
Третя генерація седана GS заклала нову філософію в створенні машини — L-finesse (L-майстерність). Це плавні низхідні, але темпераментні й потужні пропорції та лінії, GS задає тон усьому майбутньому модельному раду Lexus. Ідеї виконання були раніше показані концептом Lexus LF-S. Коефіцієнт аеродинамічного опору серійного седана становить усього Cx 0.27. Седан GS був першим у лінійці автомобілів Lexus хто отримав систему безключевого входу і запуску двигуна SmartAccess. Також були інше унікальне обладнання, таке як сенсорний кольоровий дисплей в центральній консолі, оптитронне підсвічування приладів, що змінює свою інтенсивність залежно від яскравості сонячного світла, LED-світлодіодне освітлення салону, система Bluetooth. Музична преміум система від Mark Levinson встановлювалася як опція.
З 2007 року почалося виробництво седана GS 350 з новим 3.5 літровим V6 двигуном, що розвиває потужність 303 к.с. 2008 року 4.3 літровий двигун був замінений на 4.6 літровий V8 (1UR-FE) потужністю 342 к.с. від старшого побратима LS 460. Від нього ж і дісталася і новітній 8-ступінчастий гідромеханічний автомат. Модель отримала назву GS 460. Також у цьому році модель перетерпіла невеликі косметичні зміни, а саме новий передній бампер, оновлену передню світлотехніку і решітку радіатора, нові варіанти дисків і кольорів кузова. Повторювачі поворотів тепер в корпусах бічних дзеркал. У салоні нове рульове колесо, змінилися приладова панель і варіанти обробки.

### Двигуни
- 3.0 л 3GR-FE V6
- 3.0 л 3GR-FSE V6
- 3.5 л 2GR-FSE V6
- 3.5 л 2GR-FSE V6 (hybrid)
- 4.3 л 3UZ-FE V8
- 4.6 л 1UR-FE V8

## Четверте покоління (L10) (2011—2020)

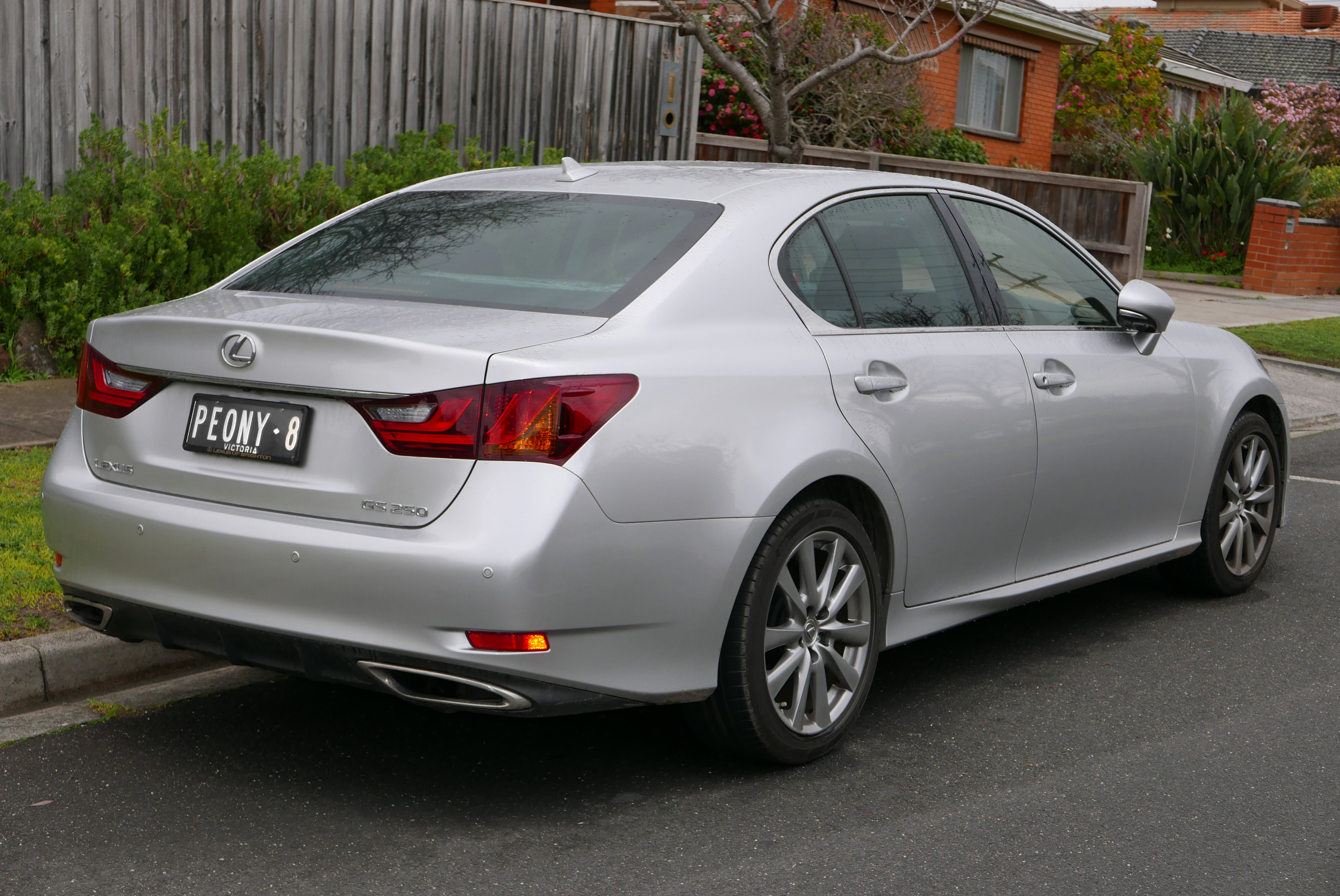
Lexus GS 4 (2011—2015)

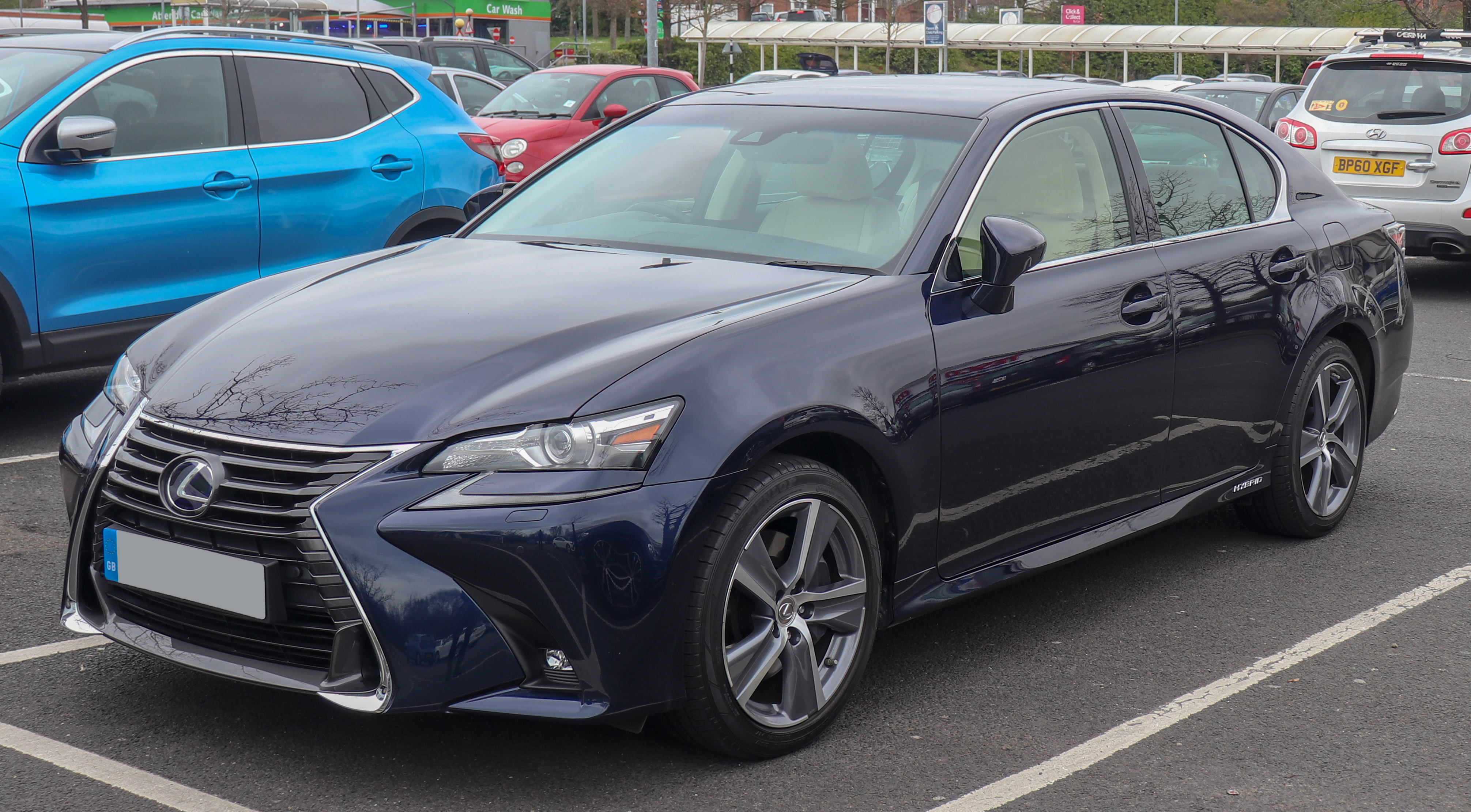
Lexus GS 4 (2015—2020)

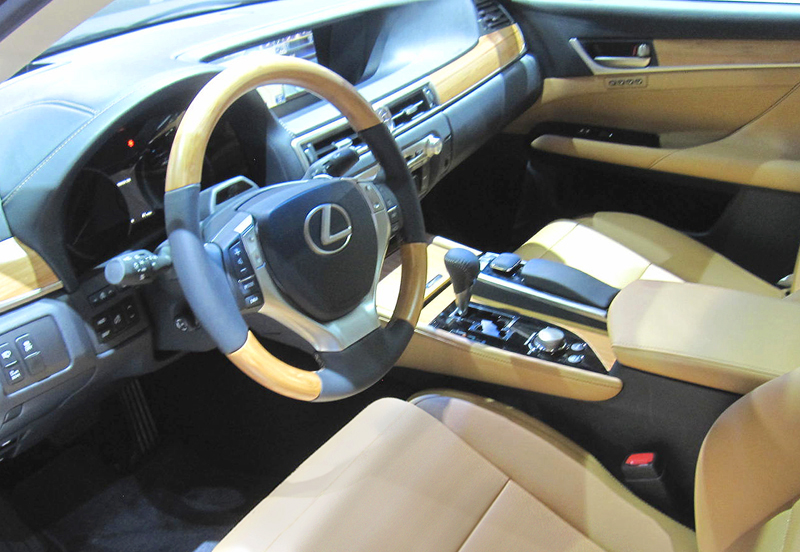

У серпні 2011 року в Каліфорнії, представлено четверте покоління у версії GS 350 з повним приводом. На IAA 2011 відбулася презентація гібридного варіанту GS 450h. Як інший варіант пропонується GS 250 з 2,5-літровим двигуном V6.
Профіль автомобіля став більш елегантним і компактним, а його аеродинамічні характеристики значно підвищилися. У порівнянні з попередніми версіями, Лексус став візуально коротшим, завдяки високій лінії капота і короткому передньому звісу. Другий ряд дверей тепер виділяється цікавими незвичайними вигинами. Габарити Lexus GS рівні: довжина — 4849 мм, ширина — 1839 мм, висота — 1455 мм, колісна база — 2850 мм. Автомобіль комплектується 17-дюймовими шинами. 
Тепер для Lexus GS доступно кілька режимів їзди: Eco, Normal, Sport і Sport +, під кожен з яких підлаштовується двигун, рульове управління і підвіска. Гальмівна система автомобіля представлена дисковими вентильованими гальмами спереду і ззаду.
Європейські продажі почалися 16 червня 2012 року.
У серпні 2015 року Lexus GS був модернізований. 2016 року Lexus провів рестайлінг седана. 2017 року список стандартного оснащення поповнився навігацією та Safety System +. З 2019 року Лексус не випускає гібридну версію GS, з 2020 - комплектацію GS 300.

### Lexus GS F

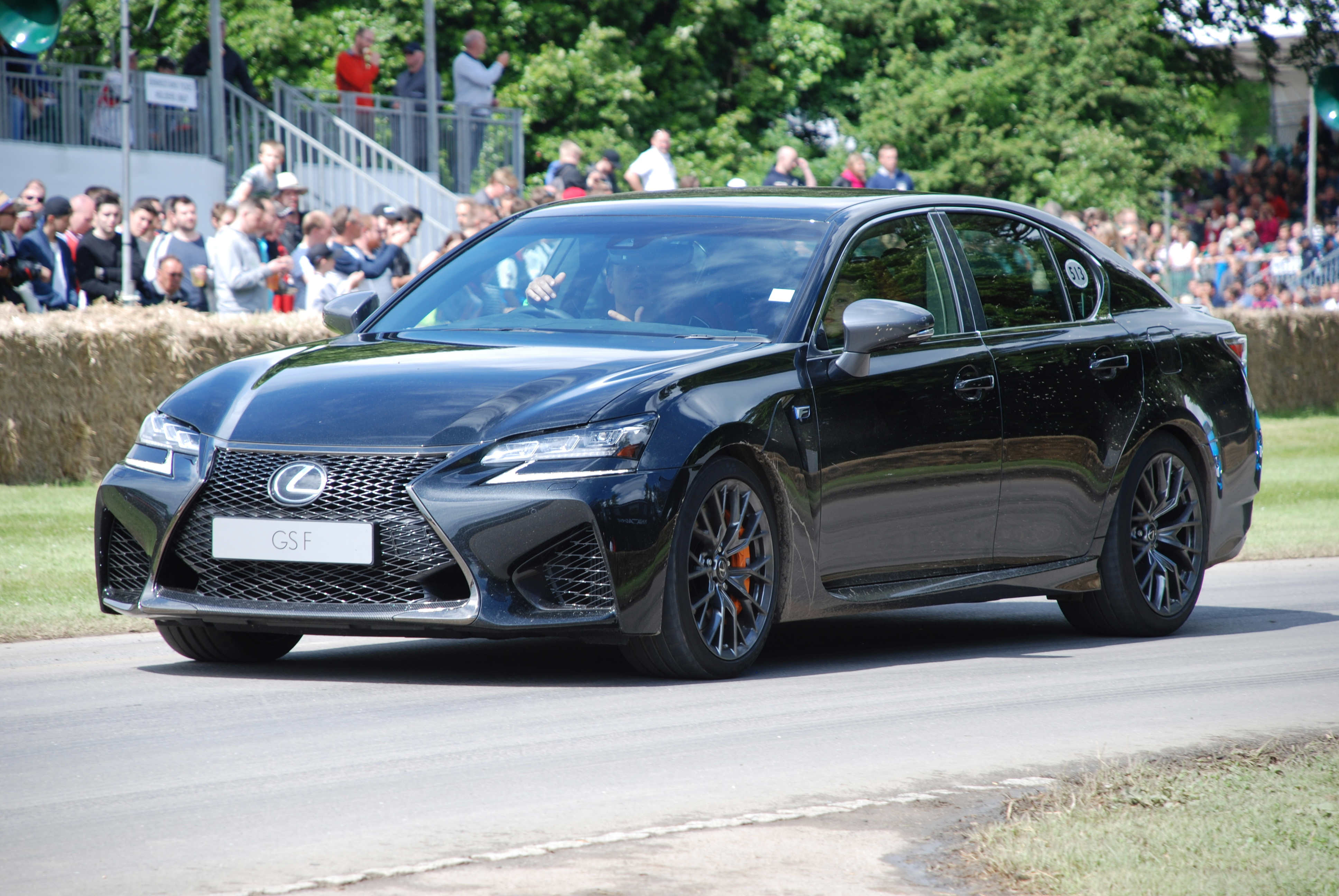
Lexus GS F

23 січня 2016 року в Європі представлений топовий Lexus GS F з двигуном 5,0 л V8 на 477 к.с. 530 Нм.
Ковані алюмінієві колеса з шинами Michelin Pilot Super Sport розмірністю 255/35 R19 спереду і 275/35 R19 ззаду.
Гальма — з моноблоковими супортами Brembo: шестипоршневими спереду і чотирьохпоршневими — ззаду. Вентильовані диски — діаметром 380 мм і 345 відповідно. Вуглецево-керамічні гальма недоступні навіть за доплату.
Шкіряна обробка сидінь і центральної консолі, так само як і алькантара верхівки передньої панелі і контролера Remote Touch, входять в базове оснащення. Вуглепластикові вставки — один з можливих варіантів оформлення.
Lexus GS F набирає сотню за 4,6 с, з 80 до 120 км / год прискорюється за 3,8 с, а його максималка 270 км / ч.

### Двигуни
Бензинові
- GS 200t 2,0 л l4 турбо 8AR-FTS 245 к.с.
- GS 250 2,5 л V6 4GR-FSE 209 к.с.
- GS 300 2,0 л l4 турбо 8AR-FTS 245 к.с.
- GS 350 3,5 л V6 2GR-FSE 306 к.с.
- GS 350 3,5 л V6 2GR-FKS 311 к.с.
- GS F 5,0 л V8 2UR-GSE 477 к.с.

Гібридні
- GS 300h 2,5 л l4 2AR-FSE + електродвигун 223 к.с.
- GS 450h 3,5 л V6 2GR-FXE + електродвигун 343 к.с.
- GS 450h 3,5 л V6 2GR-FXS + електродвигун 306 к.с.

## Специфікації всіх поколінь
| Перелік специфікацій по поколіннях | Перелік специфікацій по поколіннях | Перелік специфікацій по поколіннях | Перелік специфікацій по поколіннях | Перелік специфікацій по поколіннях | Перелік специфікацій по поколіннях | Перелік специфікацій по поколіннях | Перелік специфікацій по поколіннях | Перелік специфікацій по поколіннях |
| Роки виробництва                   | Модель                             | Код шасі                           | Тип двигуна                        | Код двигуна                        | Трансмісія                         | Потужність                         | Крутний момент                     |                                    |
| ---------------------------------- | ---------------------------------- | ---------------------------------- | ---------------------------------- | ---------------------------------- | ---------------------------------- | ---------------------------------- | ---------------------------------- | ---------------------------------- |
| 1993–1996                          | GS 300                             | JZS147                             | 3.0 л Р6                           | 2JZ-GE                             | 4-ст АКПП                          | 225 к.с. (168 кВт)                 | 280 Нм при 4800 об/хв              |                                    |
| 1998–2004                          | GS 300                             | JZS161                             | 3.0 л Р6                           | 2JZ-GE                             | 4-ст АКПП                          | 225 к.с. (168 кВт)                 | 300 Нм при 4000 об/хв              |                                    |
| 1998–2000                          | GS 400                             | UZS160                             | 4.0 л V8                           | 1UZ-FE                             | 5-ст АКПП                          | 300 к.с. (224 кВт)                 | 420 Нм при 4000 об/хв              |                                    |
| 2001–2005                          | GS 430                             | UZS161                             | 4.3 л V8                           | 3UZ-FE                             | 5-ст АКПП                          | 300 к.с. (224 кВт)                 | 441 Нм 4000 об/хв                  |                                    |
| 2006–2007                          | GS 300                             | GRS190                             | 3.0 л V6                           | 3GR-FSE                            | 6-ст АКПП                          | 252 к.с. (188 кВт)                 | 310 Нм 3600 об/хв                  |                                    |
| 2006–2007                          | GS 300 AWD                         | GRS195                             | 3.0 л V6                           | 3GR-FSE                            | 6-ст АКПП                          | 252 к.с. (188 кВт)                 | 310 Нм 3600 об/хв                  |                                    |
| 2006–2007                          | GS 430                             | UZS190                             | 4.3 л V8                           | 3UZ-FE                             | 6-ст АКПП                          | 300 к.с. (224 кВт)                 | 441 Нм 4000 об/хв                  |                                    |
| з 2007                             | GS 450h                            | GWS191                             | 3.5 л V6 hybrid                    | 2GR-FSE                            | CVT                                | 339 к.с. (253 кВт)                 | н/д                                |                                    |
| з 2008                             | GS 350                             | GRS191                             | 3.5 л V6                           | 2GR-FSE                            | 6-ст АКПП                          | 303 к.с. (226 кВт)                 | 371 Нм 3600 об/хв                  |                                    |
| з 2008                             | GS 350 AWD                         | GRS196                             | 3.5 л V6                           | 2GR-FSE                            | 6-ст АКПП                          | 303 к.с. (226 кВт)                 | 371 Нм 3600 об/хв                  |                                    |
| з 2008                             | GS 460                             | URS190                             | 4.6 л V8                           | 1UR-FE                             | 8-ст АКПП                          | 342 к.с. (255 кВт)                 | 460 Нм 3900 об/хв                  |                                    |